# Kirsten Adamek
Kirsten Adamek ist eine deutsche Galeristin, Künstlerin, Autorin und freie Kulturpädagogin.

## Leben und Werk
Kirsten Adamek wuchs in Daun/Vulkaneifel auf. Nach dem Besuch des Geschwister-Scholl-Gymnasiums Daun studierte sie von 1986 bis 1988 Germanistik und Romanistik an der Universität Mainz. Danach wechselte sie zum Studium der Innenarchitektur an die Hochschule Trier, das sie 1993 mit dem Diplom abschloss. Anschließend arbeitete sie in Köln zunächst im Architekturbüro Gatermann + Schossig und machte sich Mitte der 1990er Jahre als Modellbauerin selbständig. 
Mit ihrem Partner, dem Schriftsteller Enno Stahl, den sie 2003 heiratete, organisierte sie 2001–2003 die Performance- und Literaturreihe „Sülzer Salon“, die 2004–2008 unter dem Namen „Salon Zur Post“ fortgesetzt wurde. Hier traten Autoren wie Jürgen Ploog oder Jaromir Konecny auf, aber auch internationale Performancekünstler wie Jacques van Poppel und Kees Mool. 
2008 zogen Kirsten Adamek und Enno Stahl nach Neuss-Weckhoven, 2009 nach Neuss-Holzheim, wo Adamek 2010 die Galerie amschatzhaus gründete. In diesem Aktionsraum finden seitdem Ausstellungen mit regionalen, nationalen und internationalen Künstlern statt, so bisher etwa mit Rainer Aring, Roland Bergère, Christine Fausten, Jón Thor Gislason, Matthias Jackisch, Peter K. Kirchhoff, Kiyomi und Yoshio Kuriki, František Kyncl, Ute Langanky, Julia Lohmann, Takakazu Takeuchi, Iskender Yediler. Außerdem werden im Begleitprogramm zu den Ausstellungen Lesungen veranstaltet, bislang lasen Autoren wie Ann Cotten, Marc Degens, Dinçer Güçyeter, Guy Helminger, Adrian Kasnitz, Sina Klein, Thorsten Krämer, Marie T. Martin, Jürgen Nendza, Steffen Popp, Sophie Reyer, Tom Schulz, Daniela Seel, Christoph Wenzel in der Galerie amschatzhaus. Der Ort hat sich so zu einer kulturellen Begegnungsstätte in der Provinz entwickelt. „Die Räume sind speziell“, urteilte Stefan Keim im WDR, „Trotzdem oder vielleicht gerade deshalb bewerben sich viele Künstlerinnen und Künstler, um hier auszustellen, weil sie ganz ohne Druck etwas ausprobieren können.“
Außerdem ist Kirsten Adamek eigenständig künstlerisch tätig, gestaltet Buchcover und Buchreihen (wie Nylands Kleine Rheinische Bibliothek in der edition virgines) und schreibt Lyrik und Prosa, die in Zeitschriften (etwa: Das Fröhliche Wohnzimmer, Wien) und Anthologien (etwa: Neuss:literarisch) veröffentlicht wurden. 
Seit 2011 ist Adamek als Kulturpädagogin in sozialen Einrichtungen wie der Kinder- und Jugendeinrichtung „Der Treff“ und der Stadtteilarbeit in Neuss-Weckhoven tätig. Gefördert durch das Landesprogramm „Kultur und Schule“, setzte sie in verschiedenen Neusser Schulen kulturpädagogische Projekte um und vermittelte Kindern und Jugendlichen kreatives Arbeiten und künstlerische Bildung. Für die Stadtteilarbeit Weckhoven gestaltete sie zudem zwei interkulturelle Kochbücher und gab sie heraus.